# 托拉耶·布拉格斯
托拉耶·布拉格斯（英語：Torraye Braggs，1976年5月15日—），美国NBA联盟前职业篮球运动员。
布拉格斯毕业于泽维尔大学，在1998年的NBA选秀中第2轮第57顺位被犹他爵士选中。后在休斯顿火箭、华盛顿奇才队比赛；他还在十二的不同国家参加比赛，包括西班牙、菲律宾等。在2006年至2007年赛季，他效力于拉脱维亚的ASK里加，并帮助球队获得当年的拉脱维亚篮球联赛冠军。